# Семейная Библіотека (видання)
«Семейная Библіотека» — місячник, 1856 двотижневик, російськомовний орган москвофілів, виходив у Львові 1855—1856, з ініціативи і під ідейним керівництвом Я. Головацького; видавець і ред. С. Шехович, співр.: Б. Дідицький, І. Головацький, А. Петрушевич, І. Раковський, Д. Зубрицький та ін.
Переважно містила передруки з російських журналів, а повісті Г. Квітки-Основ'яненка «Сердешна Оксана» і «Божі діти» у перекладі язичієм подала як російські ориґінали.